# Columbia Business School
Pour les articles homonymes, voir CBS.
La Columbia Business School (CBS) est l'école de commerce de l'université Columbia à New York. Elle a été créée en 1916. Elle est l'une des 8 écoles de la Ivy League. L’école dispose de 136 professeurs et propose un programme de MBA, un executive MBA et un programme doctoral. 
L'école compte parmi ses anciens élèves Warren Buffett (PDG de Berkshire Hathaway) et Henry Kravis (en) (pionnier des achats à effet de levier, ou LBO).

## Scientométrie
Le MBA de la Columbia Business School fait partie des plus réputés du monde :
| Palmarès MBA           | Palmarès MBA | Palmarès MBA |
| Nom                    | Monde        | National     |
| ---------------------- | ------------ | ------------ |
| QS (2021)              | 8            | 5            |
| The Economist (2019)   | 15           | 12           |
| Financial Times (2021) | 2            | 2            |
| DAUR rankings (2020)   | 5            | 5            |

## Personnalités liées à l'école

### Étudiants
- Parry Mitchell, homme politique britannique.